# Ormalingen
Ormalingen est une commune suisse du canton de Bâle-Campagne, située dans le district de Sissach.

## Histoire

Vue aérienne de 600 m par Walter Mittelholzer (1922)

Située dans la plaine de l'Ergolz, la région d'Ormalingen est colonisée depuis de nombreux siècles. On y trouve par exemple une villa romaine ainsi que des tombes du bas Moyen Âge. Citée pour la première fois en 1286 sous le nom de « Normandingen » la petite ville perd au cours du temps son N pour se faire appeler « Ormandingen ». Pendant le Moyen Âge, le village est successivement sous la domination des familles de Grafen von Homberg, Frohburg, Homburg puis enfin Thierstein.

## Monuments

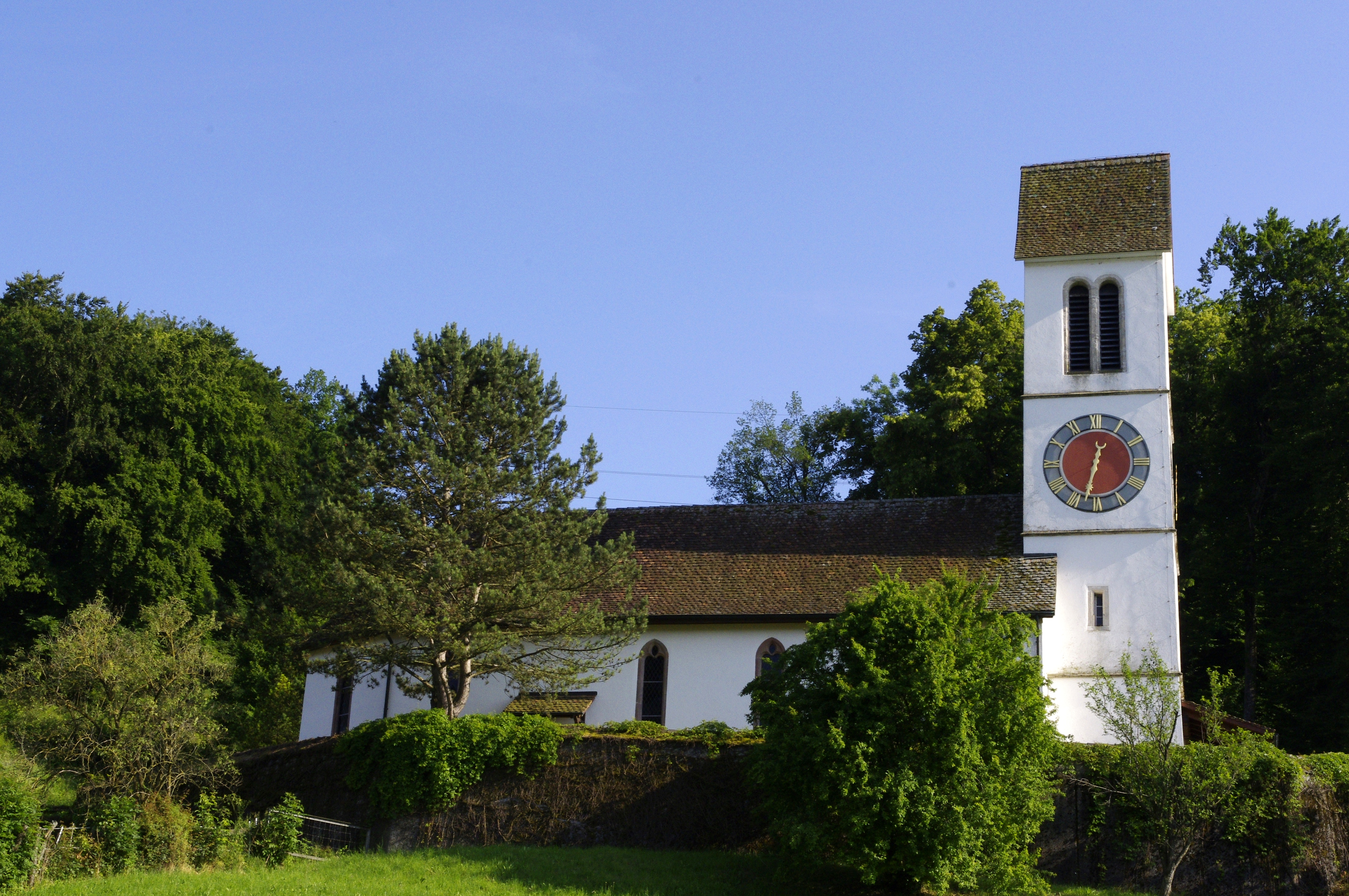
L'église d'Ormalingen

Sur le site de la commune se dresse les ruines du château-fort de Farnsburg. Le village abrite également une église avec des vitraux datant du XIVe siècle.

## Source
- (de) Cet article est partiellement ou en totalité issu de l’article de Wikipédia en allemand intitulé « Ormalingen » (voir la liste des auteurs).